# Russische parlementsverkiezingen 1999

Winnende partij per regio

De Russische parlementsverkiezingen van 1999 vonden op 19 december van dat jaar plaats. De grootste partij bij de verkiezingen bleef de Communistische Partij van de Russische Federatie (KPRF) van Gennadi Zjoeganov die bleef steken op 113 zetels, een verlies van 44 zetels t.o.v. de verkiezingen van 1995. Grote winnaar van de verkiezingen was echter de partij Eenheid van generaal Sergej Sjojgoe, die werd gesteund door minister-president Vladimir Poetin. Deze partij, die kort voor de verkiezingen was opgericht, werd met 72 zetels de tweede partij van het land en had procentueel bijna net zoveel stemmen behaald als de communisten (24% voor de KPRF en 23% voor Eenheid). De Unie van Rechtse Krachten, ook een nieuwkomer en een partij die het beleid van Poetin ondersteunde en voor wie Poetin op zijn beurt zijn steun had uitgesproken, kreeg 29 zetels (8,5%). De liberale en hervormingsgezinde partij van oud-premier Jevgeni Primakov, Vaderland - Heel Rusland, bleef steken op 66 zetels en stelde daarmee teleur, omdat aanvankelijk werd gedacht dat deze partij nog weleens de grootste partij in de Staatsdoema zou kunnen worden. De links-liberale partij Jabloko werd meer dan gehalveerd en viel terug van 45 naar 21 zetels. Veel kiezers die bij de vorige verkiezingen nog op Jabloko hadden gestemd, hadden hun stem gegeven aan de al eerder genoemde Unie van Rechtse Krachten. Een andere verklaring voor het verlies van Jabloko was het feit dat de leider van die partij, Grigori Javlinski, zich negatief had uitgelaten over de oorlog in Tsjetsjenië. Het Zjirinovski Blok, genoemd naar zijn naamgever, Vladimir Zjirinovski (dat aan de voorgaande verkiezingen meedeed onder de naam Liberaal-Democratische Partij van Rusland), moest een verlies van 34 zetels incasseren en bleef steken op 17 zetels. 

## Uitslag
Partijen die minder dan tien zetels hebben behaald bij de verkiezingen zijn in onderstaand overzicht opgenomen onder "Overige partijen en kandidaten".
| Uitslag van de parlementsverkiezingen            | Uitslag van de parlementsverkiezingen | Uitslag van de parlementsverkiezingen | Uitslag van de parlementsverkiezingen | Uitslag van de parlementsverkiezingen |
| Partij                                           | Russisch                              | Stemmen                               | %                                     | Zetels                                |
| ------------------------------------------------ | ------------------------------------- | ------------------------------------- | ------------------------------------- | ------------------------------------- |
| Communistische Partij van de Russische Federatie | КПРФ                                  |                                       | 24,3%                                 | 113 / 450                             |
| Eenheid                                          | Единство                              |                                       | 23,2%                                 | 72 / 450                              |
| Vaderland - Heel Rusland                         | Отечество – Вся Россия                |                                       | 13,3%                                 | 66 / 450                              |
| Unie van Rechtse Krachten                        | Союз правых сил                       |                                       | 8,5%                                  | 29 / 450                              |
| Jabloko                                          | Яблоко                                |                                       | 5,29%                                 | 21 / 450                              |
| Zjirinovski Blok                                 | Блок Жириновского                     |                                       | 6,0%                                  | 17 / 450                              |
| Overige partijen en kandidaten                   | Overige partijen en kandidaten        |                                       | -                                     | 121 / 450                             |
| Vacant                                           | Vacant                                |                                       | -                                     | 9 / 450                               |
| Totaal (opkomst: 61,85%)                         | Totaal (opkomst: 61,85%)              |                                       | 100,00                                | 450                                   |
| Bron: Uitslag, W.P. Jaarboek 2000                |                                       |                                       |                                       |                                       |

## Nasleep
Op 31 december 1999 trad president Boris Jeltsin onverwacht af. Nog op diezelfde dag werd Vladimir Poetin in het bijzijn van patriarch Aleksej II van de Russisch Orthodoxe Kerk beëdigd als nieuwe president van de Russische Federatie.

### Verkiezingen voorzitter van de Staatsdoema

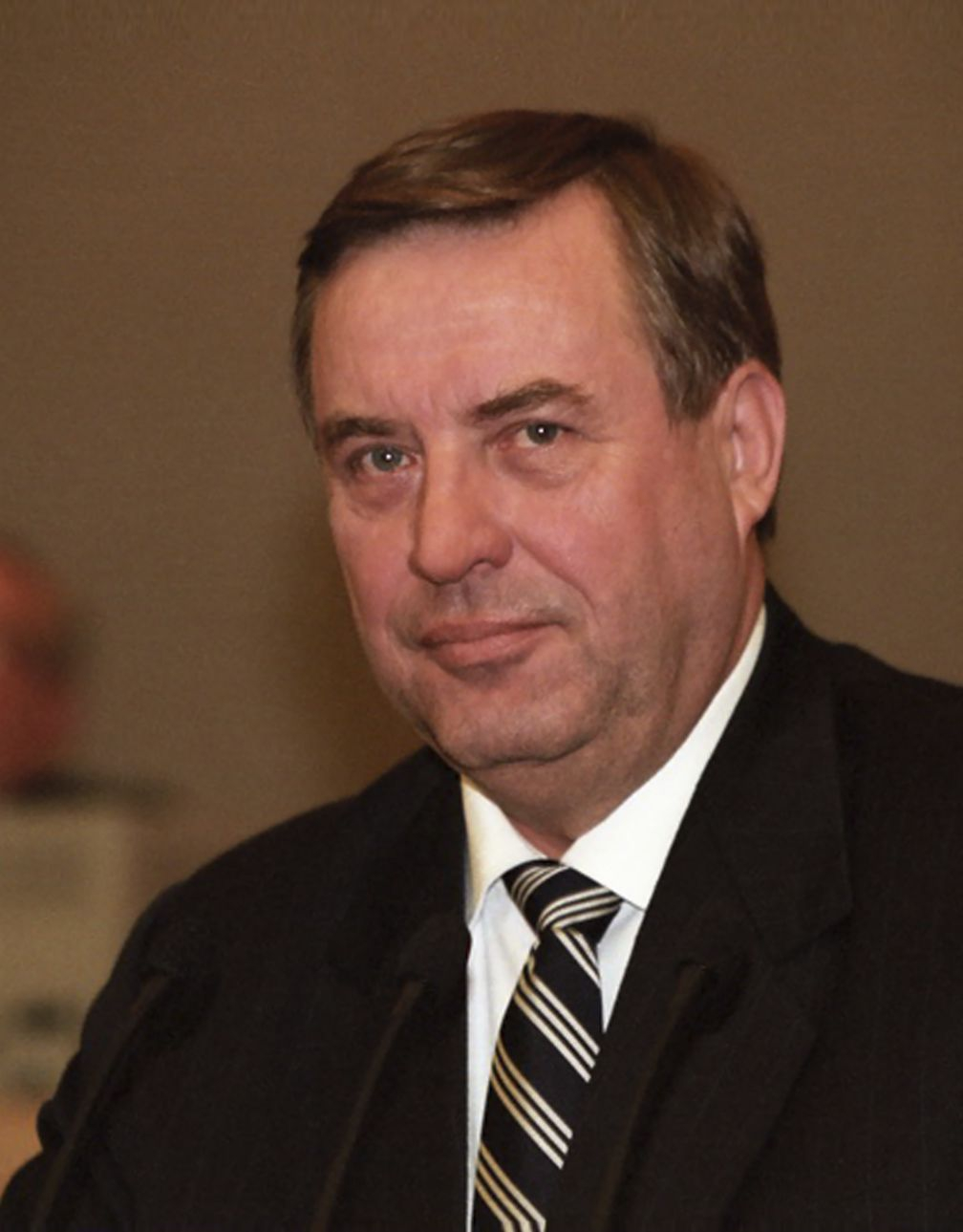
Gennadi Selznjov (1947-2015), voorzitter van de Staatsdoem

De voorzitter van de Doema, Gennadi Selznjov (KPRF), werd herkozen in die functie.